# Altoona (Wisconsin)
Altoona es una ciudad ubicada en el condado de Eau Claire en el estado estadounidense de Wisconsin. En el Censo de 2010 tenía una población de 6.706 habitantes y una densidad poblacional de 532,87 personas por km².

## Geografía
Altoona se encuentra ubicada en las coordenadas 44°48′00″N 91°26′23″O / 44.80000, -91.43972. Según la Oficina del Censo de los Estados Unidos, Altoona tiene una superficie total de 12.58 km², de la cual 12.04 km² corresponden a tierra firme y (4.36%) 0.55 km² es agua.

## Demografía
Según el censo de 2010, había 6.706 personas residiendo en Altoona. La densidad de población era de 532,87 hab./km². De los 6.706 habitantes, Altoona estaba compuesto por el 93.53% blancos, el 0.89% eran afroamericanos, el 0.37% eran amerindios, el 1.86% eran asiáticos, el 0% eran isleños del Pacífico, el 0.79% eran de otras razas y el 2.55% pertenecían a dos o más razas. Del total de la población el 2.55% eran hispanos o latinos de cualquier raza.